# Nina Obuljen Koržinek
Nina Obuljen Koržinek (Dubrovnik, 27. svibnja 1970.), hrvatska političarka, doktorica društvenih znanosti na polju politologije i aktualna ministrica kulture i medija od 2016. godine.

## Životopis
Rođena je u Dubrovniku, 27. svibnja 1970. godine, kao kćer Nikole Ćića Obuljena, gradonačelnika Dubrovnika od 1993. do 1997. godine i člana HDZ-a. U Dubrovniku je završila osnovnu i srednju školu. Godine 1988. odlazi u Zagreb gdje ujedno pohađa Muzičku akademiju, gdje 1992. diplomira violinu, te Filozofski fakultet, gdje 1996. diplomira francuski jezik i komparativnu književnost. Godine 2004. magistrirala je komparativnu politiku na Fakultetu političkih znanosti, te je na istom fakultetu 2013. godine i doktorirala s disertacijom „Promjene opsega nacionalnih kulturnih politika pod utjecajem međunarodnih integracijskih procesa“. Završila je Diplomatsku akademiju Ministarstva vanjskih poslova, a usavršavala se na katedri za doktorske studije Sveučilišta Paris-Dauphine u Parizu.
Od 1992. do 1996. bila je stručna suradnica u Rektoratu Sveučilišta u Zagrebu. Godinu dana je radila kao savjetnica u Uredu za ravnopravnost spolova u sjedištu UNESCO-a u Parizu, nakon čega postaje šefica Kabineta ministra kulture Bože Biškupića. Godine 2006. postaje  pomoćnica ministra i državna tajnica. Bila je članica pregovaračkog tima za pristupanje Hrvatske Europskoj uniji od 2006. godine. U prosincu 2012. godine izabrana je za predsjednicu Programskog vijeća HRT-a i na toj je poziciji bila dvije godine. Od 2000. do 2006., te od 2012. do 2016. radila je kao znanstvena suradnica na Institutu za razvoj i međunarodne odnose u Zagrebu.
Od 19. listopada 2016. godine ministrica je kulture i medija u četrnaestoj, petnaestoj i šesnaestoj Vladi Republike Hrvatske koje vodi Andrej Plenković.
Dobitnica je visokog odličja francuske vlade “Red viteza umjetnosti i književnosti” ("Chevalier de l'Ordre des Arts et des Lettres") za doprinos kulturi, te Europske nagrade za istraživanje kulturnih politika, koju dodjeljuju Europska kulturna fondacija i The Bank of Sweden Tercentenary Foundation. Teatrologinja Mani Gotovac bila joj je daljnja rodica. Govori engleski, francuski i talijanski jezik. Njezin suprug, Hrvoje Koržinek, šef je inspekcijske službe u Ministarstvu kulture i medija.

## Kontroverze
Tijekom 2023. se dogodila afere s financiranjem projekta Geodetskog fakulteta bez javnoga natječaja, iz kojeg je nekolicina njegovih profesora navodno izvlačila europski novac za vlastite potrebe. Reakciju ministrice bila je kritika novinarke Dore Kršul, koja je pisala o aferi, a Hrvatsko novinarsko društvo oštro je osudilo tu reakciju kao napad, navodeći da je opasan način na koji najviši dužnosnici s položaja moći omalovažavaju novinare kako bi izbjegli odgovarati javnosti.